# Championnats du monde de VTT et de trial 2011
Pour les articles homonymes, voir Trial (homonymie).
Navigation
Beaupré 2010 Leogang 2012
Les championnats du monde de VTT et de trial 2011 se sont déroulés à Champéry en Suisse du 31 août au 4 septembre 2011.

## Médaillés

### Cross-country
| Épreuves                                    | Or                                                               | Or              | Argent                                                                | Argent       | Bronze                                                                          | Bronze       |
| ------------------------------------------- | ---------------------------------------------------------------- | --------------- | --------------------------------------------------------------------- | ------------ | ------------------------------------------------------------------------------- | ------------ |
| Hommes résultats détaillés                  | Jaroslav Kulhavý Tchéquie                                        | 1 h 44 min 30 s | Nino Schurter Suisse                                                  | + 47 s       | Julien Absalon France                                                           | + 1 min 26 s |
| Femmes résultats détaillés                  | Catharine Pendrel Canada                                         | 1 h 46 min 14 s | Maja Włoszczowska Pologne                                             | + 28 s       | Eva Lechner Italie                                                              | + 1 min 36 s |
| Hommes, moins de 23 ans résultats détaillés | Thomas Litscher Suisse                                           | 1 h 32 min 30 s | Marek Konwa Pologne                                                   | + 1 min 42   | Henk Jaap Moorlag Pays-Bas                                                      | + 2 min 13   |
| Femmes, moins de 23 ans résultats détaillés | Julie Bresset France                                             | 1 h 32 min 49 s | Annie Last Royaume-Uni                                                | + 1 min 30 s | Pauline Ferrand-Prévot France                                                   | + 5 min 47 s |
| Hommes, juniors résultats détaillés         | Victor Koretzky France                                           | 1 h 07 min 18 s | Anton Cooper Nouvelle-Zélande                                         | + 1 min 18 s | Andrey Fonseca Costa Rica                                                       | + 1 min 19 s |
| Femmes, juniors résultats détaillés         | Linda Indergand Suisse                                           | 57 min 30 s     | Lena Putz Allemagne                                                   | + 2 min 24 s | Julia Innerhofer Italie                                                         | + 2 min 44 s |
| Relais mixte résultats détaillés            | France Fabien Canal Victor Koretzky Julie Bresset Maxime Marotte | 54 min 04 s     | Suisse Thomas Litscher Lars Forster Nathalie Schneitter Nino Schurter | + 41 s       | Italie Gerhard Kerschbaumer Lorenzo Samparisi Eva Lechner Marco Aurelio Fontana | + 55 s       |

### Descente
| Épreuves                            | Or                          | Or             | Argent                      | Argent     | Bronze                             | Bronze     |
| ----------------------------------- | --------------------------- | -------------- | --------------------------- | ---------- | ---------------------------------- | ---------- |
| Hommes résultats détaillés          | Danny Hart Royaume-Uni      | 3 min 41 s 989 | Damien Spagnolo France      | + 11 s 699 | Samuel Blenkinsop Nouvelle-Zélande | + 12 s 993 |
| Femmes résultats détaillés          | Emmeline Ragot France       | 4 min 54 s 012 | Rachel Atherton Royaume-Uni | + 15 s 291 | Claire Buchar Canada               | + 27 s 953 |
| Hommes, juniors résultats détaillés | Troy Brosnan Australie      | 3 min 51 s 503 | David Trummer Autriche      | + 12 s 188 | Guillaume Cauvin France            | + 19 s 294 |
| Femmes, juniors résultats détaillés | Manon Carpenter Royaume-Uni | 5 min 11 s 545 | Agnès Delest France         | + 14 s 457 | Lauren Rosser Canada               | + 17 s 248 |

### Four Cross
| Épreuves                   | Or                      | Argent                      | Bronze                 |
| -------------------------- | ----------------------- | --------------------------- | ---------------------- |
| Hommes résultats détaillés | Michal Prokop Tchéquie  | Roger Rinderknecht Suisse   | Joost Wichman Pays-Bas |
| Femmes résultats détaillés | Anneke Beerten Pays-Bas | Fionn Griffiths Royaume-Uni | Céline Gros France     |

### Trial
| Épreuves                                      | Or                                                                   | Or      | Argent                                                                     | Argent  | Bronze                                                                  | Bronze  |
| --------------------------------------------- | -------------------------------------------------------------------- | ------- | -------------------------------------------------------------------------- | ------- | ----------------------------------------------------------------------- | ------- |
| Hommes 26 pouces résultats détaillés          | Gilles Coustellier France                                            | pts     | Kenny Belaey Belgique                                                      | pts     | Vincent Hermance France                                                 | pts     |
| Hommes 20 pouces résultats détaillés          | Abel Mustieles Garcia Espagne                                        | 19 pts  | Gilles Coustellier France                                                  | 38 pts  | Théau Courtes France                                                    | 48 pts  |
| Femmes résultats détaillés                    | Karin Moor Suisse                                                    | 9 pts   | Gemma Abant Condal Espagne                                                 | 35 pts  | Mireia Abant Condal Espagne                                             | 41 pts  |
| Hommes, juniors 26 pouces résultats détaillés | Marius Merger France                                                 | pts     | Yann Dunant France                                                         | pts     | Robin Fix Allemagne                                                     | pts     |
| Hommes, juniors 20 pouces résultats détaillés | Raphael Pils Allemagne                                               | 23 pts  | Marius Merger France                                                       | 24 pts  | David Hoffmann Allemagne                                                | 32 pts  |
| Par équipes                                   | France Marius Merger Gilles Coustellier Yann Dunant Vincent Hermance | 465 pts | Allemagne Raphael Pils Matthias Mrohs Romina Fix Robin Fix Hannes Herrmann | 444 pts | Suisse Lucien Leiser Loris Braun Karin Moor David Bonzon Jérome Chapuis | 434 pts |

## Résultats détaillés

### Cross-country
| # | Cycliste             | Pays       |    | Temps           |
| - | -------------------- | ---------- | -- | --------------- |
| 1 | Jaroslav Kulhavý     | Tchéquie   | en | 1 h 44 min 30 s |
| 2 | Nino Schurter        | Suisse     | +  | 47 s            |
| 3 | Julien Absalon       | France     |    | 1 min 26 s      |
| 4 | José Antonio Hermida | Espagne    |    | 2 min 09 s      |
| 5 | Lukas Flückiger      | Suisse     |    | 4 min 29 s      |
| 6 | Florian Vogel        | Suisse     |    | 4 min 56 s      |
| 7 | Todd Wells           | États-Unis |    | 4 min 57 s      |
| 8 | Christoph Sauser     | Suisse     |    | 5 min 16 s      |

| # | Cycliste            | Pays             |    | Temps           |
| - | ------------------- | ---------------- | -- | --------------- |
| 1 | Catharine Pendrel   | Canada           | en | 1 h 46 min 14 s |
| 2 | Maja Włoszczowska   | Pologne          | +  | 28 s            |
| 3 | Eva Lechner         | Italie           |    | 1 min 36 s      |
| 4 | Irina Kalentieva    | Russie           |    | 2 min 05 s      |
| 5 | Nathalie Schneitter | Suisse           |    | 3 min 27 s      |
| 6 | Gunn-Rita Dahle     | Norvège          |    | 3 min 50 s      |
| 7 | Rosara Joseph       | Nouvelle-Zélande |    | 4 min 14 s      |
| 8 | Emily Batty         | Canada           |    | 4 min 35 s      |

| # | Cycliste              | Pays      |    | Temps           |
| - | --------------------- | --------- | -- | --------------- |
| 1 | Thomas Litscher       | Suisse    | en | 1 h 32 min 30 s |
| 2 | Marek Konwa           | Pologne   | +  | 1 min 42 s      |
| 3 | Henk Jaap Moorlag     | Pays-Bas  |    | 2 min 13 s      |
| 4 | Matthias Stirnemann   | Suisse    |    | 3 min 33 s      |
| 5 | Reto Indergand        | Suisse    |    | 4 min 17 s      |
| 6 | Gerhard Kerschbaumer  | Italie    |    | 5 min 00 s      |
| 7 | Markus Schulte-Lünzum | Allemagne |    | 5 min 13 s      |
| 8 | Diego Rosa            | Italie    |    | 5 min 27 s      |

| # | Cycliste               | Pays            |    | Temps           |
| - | ---------------------- | --------------- | -- | --------------- |
| 1 | Julie Bresset          | France          | en | 1 h 32 min 29 s |
| 2 | Annie Last             | Grande-Bretagne | +  | 1 min 30 s      |
| 3 | Pauline Ferrand-Prévot | France          |    | 5 min 47 s      |
| 4 | Helen Grobert          | Allemagne       |    | 6 min 53 s      |
| 5 | Anne Terpstra          | Pays-Bas        |    | 7 min 20 s      |
| 6 | Yana Belomoyna         | Ukraine         |    | 8 min 04 s      |
| 7 | Vivienne Meyer         | Suisse          |    | 9 min 32 s      |
| 8 | Lisa Mitterbauer       | Autriche        |    | 9 min 58 s      |

| # | Cycliste          | Pays             |    | Temps           |
| - | ----------------- | ---------------- | -- | --------------- |
| 1 | Victor Koretzky   | France           | en | 1 h 07 min 18 s |
| 2 | Anton Cooper      | Nouvelle-Zélande | +  | 1 min 18 s      |
| 3 | Andrey Fonseca    | Costa Rica       |    | 1 min 19 s      |
| 4 | Grant Ferguson    | Grande-Bretagne  |    | 1 min 48 s      |
| 5 | Dominic Zumstein  | Suisse           |    | 2 min 18 s      |
| 6 | Kevin Panhuyzen   | Belgique         |    | 2 min 44 s      |
| 7 | Lorenzo Samparisi | Italie           |    | 3 min 02 s      |
| 8 | Howard Grotts     | États-Unis       |    | 3 min 15 s      |

| # | Cycliste         | Pays      |    | Temps       |
| - | ---------------- | --------- | -- | ----------- |
| 1 | Linda Indergand  | Suisse    | en | 57 min 30 s |
| 2 | Lena Putz        | Allemagne | +  | 2 min 19 s  |
| 3 | Julia Innerhofer | Italie    |    | 2 min 44 s  |
| 4 | Jolanda Neff     | Suisse    |    | 3 min 17 s  |
| 5 | Johanna Techt    | Allemagne |    | 3 min 49 s  |
| 6 | Perrine Clauzel  | France    |    | 5 min 10 s  |
| 7 | Andrea Waldis    | Suisse    |    | 6 min 24 s  |
| 8 | Monika Żur       | Pologne   |    | 7 min 00 s  |

#### Relais mixte
| # | Cycliste                                                                 | Pays      |    | Temps       |
| - | ------------------------------------------------------------------------ | --------- | -- | ----------- |
| 1 | Fabien Canal Victor Koretzky Julie Bresset Maxime Marotte                | France    | en | 54 min 04 s |
| 2 | Thomas Litscher Lars Forster Nathalie Schneitter Nino Schurter           | Suisse    | +  | 41 s        |
| 3 | Gerhard Kerschbaumer Lorenzo Samparisi Eva Lechner Marco Aurelio Fontana | Italie    |    | 55 s        |
| 4 | Jaroslav Kulhavý Radim Kovar Kateřina Nash Ondřej Cink                   | Tchéquie  |    | 1 min 10 s  |
| 5 | Manuel Fumic Christian Pfäffle Sabine Spitz Marcel Fleschhut             | Allemagne |    | 1 min 23 s  |
| 6 | Rudi van Houts Henk Jaap Moorlag Thijs Zuurbier Anne Terpstra            | Pays-Bas  |    | 1 min 43 s  |
| 7 | Max Plaxton Evan McNeely Catharine Pendrel Alexandre Vialle              | Canada    |    | 1 min 57 s  |
| 8 | Emil Lindgren Alexandra Engen Emil Linde Olof Jonsson                    | Suède     |    | 2 min 55 s  |

### Descente
| # | Cycliste           | Pays             |    | Temps          |
| - | ------------------ | ---------------- | -- | -------------- |
| 1 | Danny Hart         | Grande-Bretagne  | en | 3 min 41 s 989 |
| 2 | Damien Spagnolo    | France           | +  | 11 s 699       |
| 3 | Samuel Blenkinsop  | Nouvelle-Zélande |    | 12 s 993       |
| 4 | Brendan Fairclough | Grande-Bretagne  |    | 13 s 135       |
| 5 | Mickael Pascal     | France           |    | 14 s 642       |
| 6 | Marc Beaumont      | Grande-Bretagne  |    | 15 s 445       |
| 7 | Samuel Hill        | Australie        |    | 15 s 901       |
| 8 | Greg Minnaar       | Afrique du Sud   |    | 15 s 990       |

| # | Cycliste            | Pays            |    | Temps           |
| - | ------------------- | --------------- | -- | --------------- |
| 1 | Emmeline Ragot      | France          | en | 4 min 554 s 012 |
| 2 | Rachel Atherton     | Grande-Bretagne | +  | 15 s 291        |
| 3 | Claire Buchar       | Canada          |    | 27 s 953        |
| 4 | Myriam Nicole       | France          |    | 28 s 294        |
| 5 | Sabrina Jonnier     | France          |    | 30 s 317        |
| 6 | Mio Suemasa         | Japon           |    | 37 s 723        |
| 7 | Petra Bernhard      | Autriche        |    | 38 s 370        |
| 8 | Emilie Siegenthaler | Suisse          |    | 43 s 941        |

| # | Cycliste          | Pays             |    | Temps          |
| - | ----------------- | ---------------- | -- | -------------- |
| 1 | Troy Brosnan      | Australie        | en | 3 min 51 s 503 |
| 2 | David Trummer     | Autriche         | +  | 12 s 188       |
| 3 | Guillaume Cauvin  | France           |    | 19 s 294       |
| 4 | Lewis Buchanan    | Grande-Bretagne  |    | 20 s 796       |
| 5 | Loic Bruni        | France           |    | 22 s 235       |
| 6 | Rafael Gutiérrez  | Colombie         |    | 22 s 635       |
| 7 | Luke Stevens      | Canada           |    | 23 s 781       |
| 8 | Reuben Olorenshaw | Nouvelle-Zélande |    | 27 s 233       |

| # | Cycliste            | Pays             |    | Temps          |
| - | ------------------- | ---------------- | -- | -------------- |
| 1 | Manon Carpenter     | Grande-Bretagne  | en | 5 min 11 s 545 |
| 2 | Agnès Delest        | France           | +  | 14 s 457       |
| 3 | Lauren Rosser       | Canada           |    | 17 s 248       |
| 4 | Sandra Reynier      | France           |    | 21 s 943       |
| 5 | Sarah Atkin         | Nouvelle-Zélande |    | 57 s 367       |
| 6 | Veronique Sandler   | Nouvelle-Zélande |    | 1 min 39 s 175 |
| 7 | Léa Fourton         | France           |    | 1 min 52 s 368 |
| 8 | Sophiemarie Bethell | Nouvelle-Zélande |    | 1 min 59 s 842 |

### Four Cross
| # | Cycliste           | Pays      |
| - | ------------------ | --------- |
| 1 | Michal Prokop      | Tchéquie  |
| 2 | Roger Rinderknecht | Suisse    |
| 3 | Joost Wichman      | Pays-Bas  |
| 4 | Jared Graves       | Australie |
| 5 | Johannes Fischbach | Allemagne |
| 6 | Quentin Derbier    | France    |
| 7 | Guido Tschugg      | Allemagne |
| 8 | Lukáš Měchura      | Tchéquie  |

| # | Cycliste        | Pays            |
| - | --------------- | --------------- |
| 1 | Anneke Beerten  | Pays-Bas        |
| 2 | Fionn Griffiths | Grande-Bretagne |
| 3 | Céline Gros     | France          |
| 4 | Melissa Buhl    | États-Unis      |
| 5 | Jana Horáková   | Tchéquie        |
| 6 | Neven Steinmetz | États-Unis      |
| 7 | Tereza Votavová | Tchéquie        |
| 8 | Steffi Marth    | Allemagne       |

### Trial
| # | Cycliste            | Pays            | Points |
| - | ------------------- | --------------- | ------ |
| 1 | Gilles Coustellier  | France          | 22     |
| 2 | Kenny Belaey        | Belgique        | 30     |
| 3 | Vincent Hermance    | France          | 30     |
| 4 | John Webster        | Canada          | 53     |
| 5 | Benjamin Savage     | Grande-Bretagne | 56     |
| 6 | Aurélien Fontenoy   | France          | 57     |
| 7 | Hannes Hermann      | Allemagne       | 58     |
| 8 | Giacomo Coustellier | France          | Abd    |

| #   | Cycliste              | Pays      | Points |
| --- | --------------------- | --------- | ------ |
| DSQ | Benito Ros Charral    | Espagne   | 16     |
| 1   | Abel Mustieles Garcia | Espagne   | 19     |
| 2   | Gilles Coustellier    | France    | 38     |
| 3   | Théau Courtes         | France    | 48     |
| 4   | Rick Koekoek          | Pays-Bas  | 49     |
| 5   | Matthias Mrhos        | Allemagne | 54     |
| 6   | Carles Diaz Codina    | Espagne   | 59     |
| 7   | Dani Comas            | Espagne   | Abd    |

#### Femmes
| # | Cycliste            | Pays      | Points |
| - | ------------------- | --------- | ------ |
| 1 | Karin Moor          | Suisse    | 9      |
| 2 | Gemma Abant Condal  | Espagne   | 35     |
| 3 | Mireia Abant Condal | Espagne   | 41     |
| 4 | Tatiana Janickova   | Slovaquie | 47     |
| 5 | Janine Jungfels     | Australie | 69     |
| 6 | Romina Fix          | Allemagne | 76     |
| 7 | Stefanian Staszel   | Pologne   | 77     |
| 8 | Kristina Sykorova   | Slovaquie | 89     |

| # | Cycliste           | Pays      | Points     |
| - | ------------------ | --------- | ---------- |
| 1 | Marius Merger      | France    | 36         |
| 2 | Yann Dunant        | France    | 43         |
| 3 | Robin Fix          | Allemagne | 44         |
| 4 | David Bonzon       | Suisse    | 52,5       |
| 5 | Rico Baak          | Allemagne | 53,5 (1x0) |
| 6 | Clément Meot       | France    | 53,5 (0x0) |
| 7 | Pol Tarres Martrat | Espagne   | 60         |
| 8 | David Hoffmann     | Allemagne | 65,5       |

| # | Cycliste           | Pays      | Points |
| - | ------------------ | --------- | ------ |
| 1 | Raphael Pils       | Allemagne | 23     |
| 2 | Marius Merger      | France    | 24     |
| 3 | David Hoffmann     | Grèce     | 32     |
| 4 | Alessandro Bertola | Italie    | 33     |
| 5 | Jordy Vedere       | France    | 46     |
| 6 | Lucas Krell        | Allemagne | 50     |
| 7 | Joacim Nymann      | Suède     | 53     |
| 8 | Lucien Leiser      | Suisse    | 56     |

## Tableau des médailles
| Rang  | Nation           | Or | Argent | Bronze | Total |
| ----- | ---------------- | -- | ------ | ------ | ----- |
| 1     | France           | 7  | 4      | 6      | 17    |
| 2     | Suisse           | 3  | 3      | 1      | 7     |
| 3     | Grande-Bretagne  | 2  | 3      | 0      | 5     |
| 4     | Tchéquie         | 2  | 0      | 0      | 2     |
| 5     | Allemagne        | 1  | 2      | 2      | 5     |
| 6     | Espagne          | 1  | 2      | 1      | 4     |
| 7     | Canada           | 1  | 0      | 2      | 3     |
| 7     | Pays-Bas         | 1  | 0      | 2      | 3     |
| 9     | Australie        | 1  | 0      | 0      | 1     |
| 10    | Pologne          | 0  | 2      | 0      | 2     |
| 11    | Nouvelle-Zélande | 0  | 1      | 1      | 2     |
| 12    | Autriche         | 0  | 1      | 0      | 1     |
| 12    | Belgique         | 0  | 1      | 0      | 1     |
| 14    | Italie           | 0  | 0      | 3      | 3     |
| 15    | Costa Rica       | 0  | 0      | 1      | 1     |
| Total | Total            | 19 | 19     | 19     | 57    |